# Stig Hartkopf
Stig Hartkopf er en dansk film fotograf, dokumentarist og cykel entusiast fra Skovshoved som har udgivet flere små film, om hans cykelture forskellige steder i verden.
Hans film består blandt andet af følgende:
- Den Dominikanske Republik på cykel
- Grønland på Cykel
- Island på cykel
- Færøerne på cykel
- Cuba på cykel
- Haiti uden cykel
- Jeg rejser for at overleve

Som fotoğraf :
- Af jord er du kommet